# William Lashly
William Lashly (1867-1940) va ser un mariner de la Royal Navy que va ser membre de les dues expedicions antàrtiques de Robert Falcon Scott.

## Biografia
Era fill d'un treballador de granja, va néixer a Hambledon, Hampshire, un poble prop de Portsmouth, Anglaterra. Quan es va unir a l'Expedició Discovery de Scott el 1901, era fogoner principal a la Royal Navy amb 33 anys, i operava al HMS Duke of Wellington. En aquesta expedició, Lashly va provar l'èxit i va ser un dels membres de l'equip d'exploració del "Llunyà Oest" que va arribar a la Terra de Victòria el 1903. Abstemi i no-fumador, era silenciós i fort, amable, fiable i admès per l'enginyer en cap, Reginald Skelton com "el millor home arreu del vaixell". Abans d'unir-se a l'Expedició Terra Nova el 1910, va servir com a instructor al Col·legi Naval Reial Osborne a l'Illa de Wight.

## Segona expedició antàrtica de Scott (1911-1913)
A la segona expedició de Scott a Terra Nova entre 1911-1913, Lashly va estar inicialment al càrrec d'un dels dos trineus a motor de l'expedició que havien de transportar subministraments cap al sud en suport de l'equip polar. Tanmateix, els trineus es varen espatllar de pressa, i l'equip de motors es va haver de reconvertir a transportar els subministraments amb trineus tirat per homes.
El 4 de gener de 1912, junt amb el lloctinent Teddy Evans i Tom Crean, va ser un membre de l'últim equip de suport de Scott al seu camí al pol. Durant el viatge de retorn de 730 milles, Evans es va posar seriosament malalt d'escorbut i l'11 de febrer va caure, incapaç d'anar més lluny. Encara a 100 milles del camp segur de Hut Point, va intentar persuadir Lashly i Crean que el deixessin per salvar-se, però aquests ho van rebutjar. Lligant-lo al trineu, l'estiraren molts dies fins que només els quedaven racions alimentàries per dos dies però encara quatre o cinc per arribar a la velocitat que portaven. Decideixen aturar-se, que Lashly es quedés amb Evans a la tenda cuidant-lo mentre Crean caminava les 35 milles restants en solitari en 18 hores per arribar al camp base de Hut Point d'on poder portar ajuda. Els extractes dels diaris polars de Lashly amb la crònica de les seves preocupacions amb els trineus de motors i el viatge de retorn amb Evans, estan recollits al llibre The Worst Journey in the World d'Apsley Cherry-Garrard. Tant Lashly com Crean varen rebre la Medalla d'Albert per salvar la vida d'Evans.

## Post-Antàrtic
Després de retornar de l'Antàrtic, Lashly es va retirar de l'Armada Reial amb una pensió, però immediatament es va inscriure a la reserva per anar a la Primera Guerra Mundial en el HMS Irresistible i el HMS Amethyst. Més tard servirà com a duaner a Cardiff. A la seva jubilació el 1932, va retornar a Hambledon on va residir en una casa anomenada "Minna Bluff", en record d'una de les fites en el camí al pol Sud. Lashly va morir el 12 de juny 1940.

## Diaris antàrctics de Lashly
El 1969, els diaris de William Lashly es varen editar, publicats pel Comandant A R Ellis. Under Scott's Command: Lashly's Antarctic Diaries proporcionen una idea fascinant tant de l'Expedició Discovery com de l'expedició Terra Nova des de la perspectiva d'un dels homes de base en comptes de les habitualment publicades pels oficials.